# Sulfolobus acidocaldarius
Sulfolobus acidocaldarius — вид архей, що живе в екстремальних умовах: у гарячих джерелах, де температура води сягає 95 °C і рН середовища становить 0,8. Поширений у багатих сіркою гарячих джерелах Єллоустонського національного парку при температурі 70-80 °С. Росте в строго аеробних умовах на складних органічних субстратах. Вони здатні на пряме усунення пошкодження ДНК.